# NGC 4001
NGC 4001 (другие обозначения — MCG 8-22-47, ZWG 243.33, NPM1G +47.0214, PGC 37656) — галактика в созвездии Большая Медведица.
Этот объект входит в число перечисленных в оригинальной редакции «Нового общего каталога».
В галактике вспыхнула сверхновая SN 2003ky типа II, её пиковая видимая звездная величина составила 17,4.